# 大平町西山田
大平町西山田（おおひらまちにしやまだ）は、栃木県栃木市の大字。郵便番号は329-4405。
　

## 地理
栃木市の中部、大平地域の西部に位置している。東は平井町・大平町下皆川、南は大平町富田・岩舟町五十畑、西は岩舟町鷲巣・岩舟町小野寺、北は小野口町・志鳥町・皆川城内町・岩出町とそれぞれ接している。西から北まで晃石山などの山が連なっており、平地には大平町ぶどう団地があるなど田畑が広がっている。

## 歴史
- 1876年（明治9年） - 下都賀郡立花村・白岩村・山田村と合併し成立する。
- 1889年（明治22年）4月1日 - 町村制施行により、富田村、西山田村、下皆川村が合併し下都賀郡富山村が成立、富山村西山田となる。
- 1956年（昭和31年）9月30日 - 富山村が瑞穂村、水代村と合併し大平村が成立、大平村西山田となる。
- 1961年（昭和36年）11月3日 - 大平村が町制施行し大平町となり、大平町西山田となる。
- 2010年（平成22年）3月29日 - 大平町が栃木市（旧）、藤岡町、都賀町と合併し栃木市（新）が成立。同時に地域自治区「大平町」が設置され、栃木市大平町西山田となる。

## 世帯数と人口
2017年（平成29年）8月31日現在の世帯数と人口は以下の通りである。
| 大字         | 世帯数  | 人口    |
| ------------ | ------- | ------- |
| 大平町西山田 | 366世帯 | 1,070人 |

## 道路
国道や県道は通っておらず、以下の農道や他の市道のみが通っている。
- 下都賀西部広域農道

## 小・中学校の学区
市立小・中学校に通う場合、学区は以下の通りとなる。
|      | 小学校               | 中学校             |
| ---- | -------------------- | ------------------ |
| 全域 | 栃木市立大平西小学校 | 栃木市立大平中学校 |

## 施設

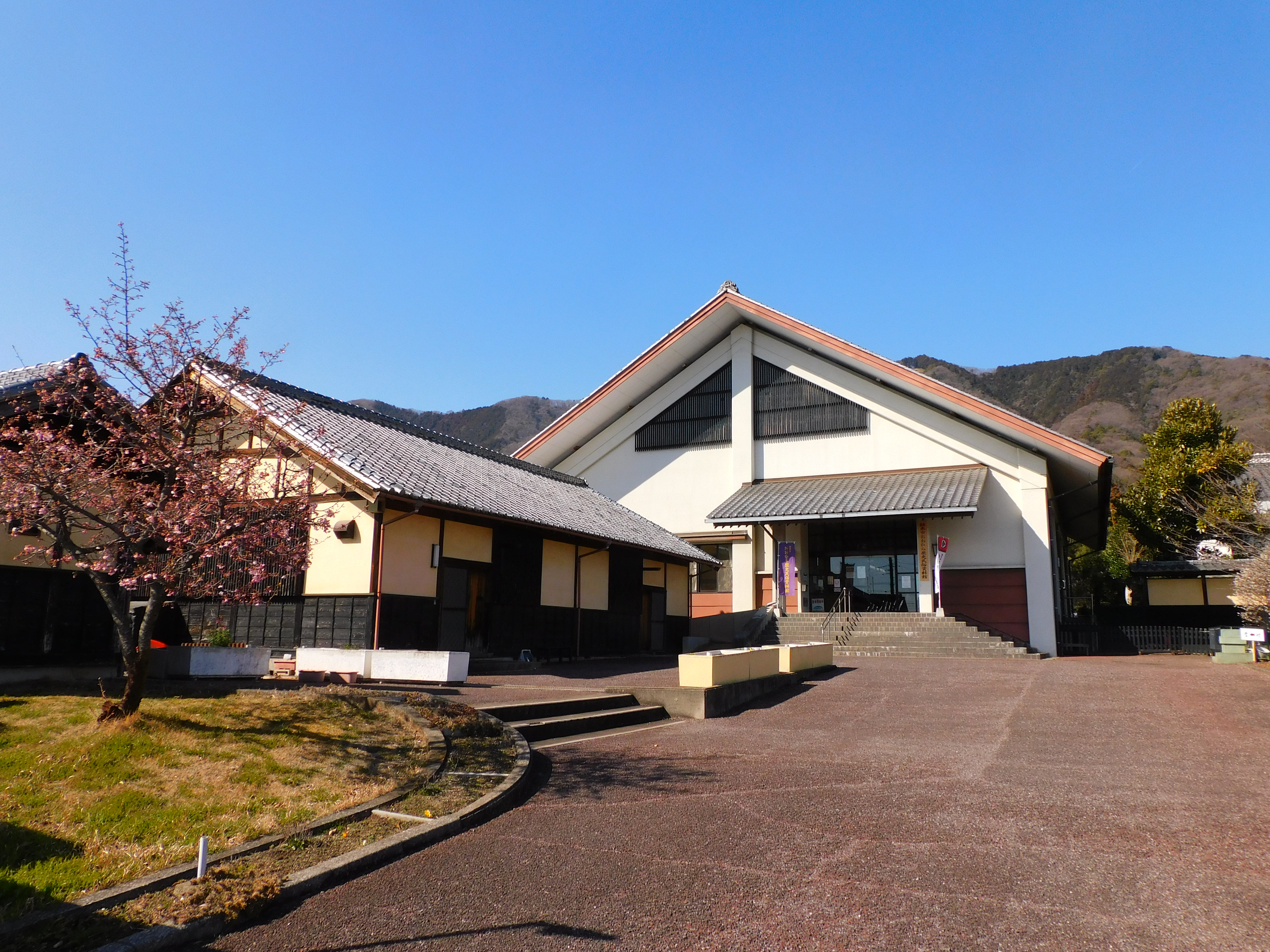
栃木市おおひら歴史民俗資料館

- 栃木市おおひら歴史民俗資料館・おおひら郷土資料館「白石家戸長屋敷」
- 山田かかしの里
- 大平町ぶどう団地
- 金滝山清水寺 - 天台宗の仏教寺院。下野坂東26番札所[4]
- 大中寺 - 曹洞宗の仏教寺院。